# Cheix-en-Retz
 Cheix-en-Retz  es una población y comuna francesa, situada en la región de Países del Loira, departamento de Loira Atlántico, en el distrito de Nantes y cantón de Le Pellerin.

## Demografía
| 315 | 308 | 326 | 367 | 442 | 529 |
| Para los censos de 1962 a 1999 la población legal corresponde a la población sin duplicidades (Fuente: INSEE [Consultar]) |     |     |     |     |     |